# El Coronil
El Coronil és una localitat de la província de Sevilla, Andalusia, Espanya. L'any 2005 tenia 5.044 habitants. La seva extensió superficial és de 92 km² i té una densitat de 54,8 hab/km². Les seves coordenades geogràfiques són 37° 05′ N, 5° 38′ O. Està situada a una altitud de 117 metres i a 53 kilòmetres de la capital de la província, Sevilla.

## Demografia
| 1998  | 1999  | 2000  | 2001  | 2002  | 2003  | 2004  | 2005  | 2006  | 2007  |
| ----- | ----- | ----- | ----- | ----- | ----- | ----- | ----- | ----- | ----- |
| 5.140 | 5.114 | 5.132 | 5.139 | 5.113 | 5.085 | 5.044 | 5.044 | 5.033 | 5.045 |